# Elko (Karolina Południowa)
Elko – miasto w Stanach Zjednoczonych, w stanie Karolina Południowa, w hrabstwie Barnwell.